# Кёк-Джар (Аламудунский район)
Кёк-Джар (кирг. Көк-Жар, рус. Кок-Жар, Кок-Джар) — село в Аламудунском районе Чуйской области Кыргызстана. Административный центр и единственный населённый пункт Кёк-Джарского аильного округа. Код СОАТЕ — 41708 203 828 01 0.

## Население
По данным переписи 2009 года, в селе проживало 4294 человека.

## Известные уроженцы
- Кусаин Кольбаевич Кольбаев (1908—1981) — киргизский советский политический, государственный и хозяйственный деятель. Первый в Кыргызстане министр автомобильного транспорта и шоссейных дорог. Первый киргизский инженер.
- Сагымбаева Телегей — советский работник сельского хозяйства, чабан, Киргизская ССР.